# Печунка Михайло Сергійович
Миха́йло Сергі́йович Печу́нка (28 жовтня 1977, Хуст — 6 лютого 2015) — сержант Збройних сил України.

## Життєвий шлях
Працював в Ужгороді охоронцем. У часі Революції Гідності — активіст хустського Євромайдану.
Розвідник — кулеметник, 4-й взвод, 30-та окрема механізована бригада.
6 лютого 2015-го загинув у бою біля села Червоний Жовтень, нині Сотенне Станично-Луганського району.
Без Михайла лишились батьки.
14 лютого 2015-го похований у місті Хуст.

## Нагороди та вшанування
За особисту мужність і героїзм, виявлені у захисті державного суверенітету та територіальної цілісності України, вірність військовій присязі під час російсько-української війни, відзначений — нагороджений
- орденом «За мужність» III ступеня (посмертно)
- у Хусті з травня 2016-го існує вулиця Михайла Печунки